# Hermann F. Haupt
Hermann Franz Haupt (* 14. Jänner 1926 in Neunkirchen; † 18. Mai 2017 in Graz) war ein österreichischer Astronom, Universitätsprofessor an der Universität Graz und Wegbereiter in der Erforschung von Planetoiden.

## Leben und Karriere
Hermann F. Haupt wurde am 14. Jänner 1926 in der niederösterreichischen Stadtgemeinde Neunkirchen geboren und interessierte sich bereits in seiner Jugend für Astronomie. Danach begann er ein solches Studium an der Universität Wien, das er mit einer Arbeit über die Kleinplaneten (1) Ceres, (2) Pallas, (3) Juno und (4) Vesta beendete. Nach seiner Promotion begann er seine wissenschaftliche Laufbahn an den Universitätssternwarten Wien und Graz. Des Weiteren war er von 1951 bis 1952 am Lick-Observatorium der University of California am Gipfel des Mount Hamilton im US-Bundesstaat Kalifornien tätig. Als einer der ersten seines Fachgebietes beschäftigte er sich mit der Erforschung von Kleinplaneten, den sogenannten Planetoiden, und galt als einer der Wegbereiter in dieser Forschung.
Bald darauf wurde Haupt als Professor an die Universität Graz berufen und war mit dieser in weiterer Folge jahrzehntelang eng verbunden. Über einen Zeitraum von 24 Jahren leitete er von 1970 bis 1994 das damalige Institut für Astronomie und trat auch als erster Dekan der Naturwissenschaftlichen Fakultät nach ihrer Abspaltung von der ehemaligen Philosophischen Fakultät im Jahr 1978 in Erscheinung. Unter seiner Führung spielte das Institut für Astronomie eine wichtige Rolle in der physikalischen Beobachtung und Erforschung der Kleinplaneten. Im Jahre 1994 erfolgte Haupts Emeritierung. Das Institut für Astronomie an der Grazer Universität ging am 3. Dezember 1999 zusammen mit Institut für Meteorologie und Geophysik im gemeinsamen Institut für Geophysik, Astrophysik und Meteorologie (IGAM) auf.
Der für seine Verdienste um die Wissenschaft vielfach ausgezeichnete und geehrte Hermann F. Haupt trat auch als Organisator für Sonnenfinsternis-Expeditionen in Europa, Mittelamerika und Afrika in Erscheinung. Er galt als international anerkannter Astronom und war ab 1972 korrespondierendes Mitglied, sowie ab 1978 wirkliches Mitglied der Österreichischen Akademie der Wissenschaften (ÖAW). Jahrzehntelang war er mit der ÖAW verbunden und übte diverse Funktionen aus bzw. war an diversen Gremien und Kommissionen der Akademie beteiligt. So war er unter anderem Obmann der Kommission für Astronomie und beteiligte sich aktiv in der Geophysikalischen- und der Radiowissenschaftlichen Kommission sowie der Kommission für Weltraumforschung. Für seine Verdienste wurde ihm unter anderem das Österreichische Ehrenkreuz für Wissenschaft und Kunst I. Klasse verliehen. Außerdem war Haupt Mitglied der Astronomical Society of the Pacific (ASP), der Royal Astronomical Society (RAS) und der Internationalen Astronomischen Union (IAU). In letztgenannter Organisation war er ebenfalls in zahlreichen Funktionen tätig.
Zwischen 1985 und 1988 und danach nochmal zwischen 1988 und 1991 war er Organizing Committee Member der Commission 15: Physical Study of Comets & Minor Planets; dieser Kommission gehörte er auch zahlreiche weitere Jahre als aktives Mitglied an. Bis zum Jahr 2011 hatte er auch den Vorsitz des National Committee for Astronomy der IAU in Österreich inne. Bis 2012 war er Mitglied der Division III: Planetary Systems Sciences und der Division XII: Union-Wide Activities. Des Weiteren war von 2003 bis 2015 Mitglied der Commission 41: History of Astronomy und bis 2015 Mitglied der Commission 20: Positions & Motions of Minor Planets, Comets & Satellites. Bis zu seinem Ableben war er auch ein Mitglied der Division C: Education, Outreach and Heritage und der Division F: Planetary Systems and Bioastronomy.
Am 18. Mai 2017 starb Haupt 91-jährig in Graz und wurde, nach einer Verabschiedung in der Grazer Kirche Mariahilf, am 6. Juni 2017 am Friedhof St. Peter Graz beerdigt.
Zu seinen Ehren wurde ein am 4. Juni 1981 von Edward L. G. Bowell von der Anderson Mesa Station aus entdeckter Asteroid ((2870) Haupt) nach ihm benannt. Ein am 14. Januar 1988, dem 62. Geburtstag Haupts, von Henri Debehogne vom La-Silla-Observatorium aus entdeckter Hauptgürtelasteroid wurde zu Ehren Haupts und Gerhard Hahns Geburtsstadt (4216) Neunkirchen genannt.